# Rhand Altor
Rhand Altor is de hoofdpersoon uit de boekencyclus genaamd Het Rad des Tijds, geschreven door Robert Jordan. Hij is de centrale held van het verhaal, die de voorspelde en gevreesde 'Herrezen Draak' blijkt te zijn, die geacht wordt de Duistere zelf te bevechten tijdens Tarmon Gai’don, de laatste slag.

## Karakter

De Draak Vlag

De Vlag van Licht

In het verhaal, dat wel wat weg heeft van In de ban van de ring van Tolkien is Rhand degene die de wereld van de duisternis moet redden. Hij is een held tegen wil en dank. In die zin is hij vergelijkbaar met Tolkiens Frodo. Maar daarmee houdt de vergelijking op, het karakter van Rhand krijgt in de loop van de verhalen steeds meer diepte, de innerlijke strijd tussen drie persoonlijkheden wordt steeds verder uitgewerkt.
Rhand Altor werd geboren op de laatste dag van de Slag bij de Glanzende Muren in 978 NE op de Drakenberg. Zijn moeder was Tigraine Mantear, de voormalige Erfdochter van Andor, die naar de Aielwoestijn gevlucht was en Speervrouwe Shaiel geworden was, Zijn vader was Janduin, een Aiel-stamhoofd dat verantwoordelijk was voor de Aiel-oorlog (976-978 NE), waarna hij in de Verwording gedood werd door ‘Slachter’. Na zijn geboorte, waarbij zijn moeder overleed werd hij meegenomen door Tham Altor en diens vrouw Kari, die enkele jaren later ook stierf. Hij groeide op in de Altor-boerderij in het Westwoud bij het vredige dorpje Emondsveld in Tweewater. Rhand is een grote jongeman van 18 jaar met grijze ogen en een rode tint in zijn haar, wiens uiterlijk duidelijk afwijkt van dat van zijn streekgenoten. Hij is bevriend met Perijn Aybara en Mart Cauton, en is in het begin van de serie verliefd op de herbergierdochter Egwene Alveren. Gedurende het verhaal wordt dit anders. Rhand wordt verliefd op Min uit het grensstadje Bearlon, op Elayne Trakand, de erfdochter van Ander en op Aviendha, Aiel en speervrouw. Zij binden hem uiteindelijk als zwaardhand. Egwene wordt verliefd op Gawein Trakand, de broer van Elayne.
Rhand Altor ontdekt dat hij de gevreesde Herrezen Draak is, die geacht wordt de Duistere zelf te bevechten tijdens Tarmon Gai’don. Hij is een zeer krachtige geleider, sterker dan de Verzakers, (al komt Ishamael wel heel dichtbij). Bij het Aielvolk staat hij bekend als de "Car'a'carn", het hoofd der Aiel-hoofden, en wordt hij ‘Hij die komt bij de dagenraad’ genoemd. Het zeevolk, de Atha’an Miere, noemen hem de Coramoor. Andere titels die hij krijgt zijn: Schaduwdoder, Heer van Morgen, Prins van de Dagenraad, Lews Therin Verwantslachter en Verdediger van het licht. Rhand Altor is bovendien zeer sterk ta’veren en beïnvloedt dus voortdurend de levenslijnen van iedereen die zijn pad kruist. Zijn komst werd door Gitara Sedai aangekondigd, door een dodelijke voorspelling.

## Samenvatting van Rhand's avonturen

### Het Oog van de Wereld
Vlak na zijn 18e verjaardag ontdekt Rhand dat Tham niet zijn biologische vader is. Dit gebeurt wanneer zowel de Altor-boerderij als Emondsveld aangevallen wordt door Trolloks en een Myrddraal. De Aes Sedai-vrouwe Moiraine 'Sedai' Damodred zegt dat dit iets met hem te maken heeft, en hij volgt haar tezamen met enkele vrienden, Perijn Aybara, Mart Cauton en Egwene Alveren - die volgens Moraine een zeer sterke Aes Sedai kan worden - naar een veiligere plaats, met als einddoel Tar Valon, de plaats waar de Aes Sedai worden opgeleid en waar de Witte Toren, het centrum van de Aes Sedai, staat.
In het stadje Baerlon ontmoet hij het meisje Min Fershaw, die hem vertelt over de visioenachtige beelden die ze ziet bij hem en zijn reisgenoten. De 'symbolen' die ze bij hemzelf ziet verontrusten hem, temeer omdat hij in zijn dromen wordt bezocht door de Duistere. Nadat het gezelschap in de spookstad Shadar Logoth uiteenvalt, vaart hij op de boot 'de Schuimvlok' naar Wittebrug. Daar offert de speelman Thom Merillin zich op als ze tegenover een Myrddraal komen te staan.
Perijn Aybara ontdekt dat hij kan communiceren met de wolven, een eigenschap waar hij zich pas van bewust wordt als hij Elyas ontmoet - een voormalige zwaardhand die liever met de wolven optrekt dan met mensen. Als Perijn en Egwene worden achtervolgd door Witmantels, doodt Perijn twee van zijn achtervolgers.
Mart Cauton heeft uit Shador Logoth een dolk meegenomen, en daarmee het kwaad dat in Shadar Logoth heerst. Om de band tussen hem en het kwaad te verbreken moet Mart naar Tar Valon, waar de Aes Sedai hem kunnen helen.
Samen met Mart trekt Rhand naar Caemlin, achtervolgd door Duistervrienden. In Caemlin ontmoet hij Elayne Trakand, de erfdochter van Andor en sluit hij vriendschap met de Ogier Loial. Ten slotte leidt Moiraine hem en zijn reisgenoten naar het Oog van de Wereld, waar hij de Ene Kracht geleidt en blijkt dat hij de gevreesde Herrezen draak is. Tevens vinden ze daar een kist met daarin de Hoorn van Valere. Degene die op de Hoorn blaast, roept de Helden van weleer op. Zij zullen gebonden zijn aan degene die de Hoorn blaast.

### De Grote Jacht
In de grensstad Fal Dara tracht Rhand angstvallig zijn nieuwe identiteit te verbergen. Nadat de Amyrlin Zetel in Fal Dara arriveert en de stad overvallen wordt door Trolloks, achtervolgt Rhand met een klein legertje de Trolloks, om de gestolen Hoorn van Valere te heroveren. De Trolloks staan onder het bevel van Padan Fajin, bij Rhand bekend als de marskramer die elk jaar zijn woonplaats Emondsveld in Tweewater bezocht maar in werkelijkheid een belangrijke afgezant van de Duistere. In een parallelle wereld ontmoet hij de Verzaker Lanfir in de gedaante van de knappe Selene. Mede dankzij haar weet hij de Hoorn te bemachtigen, waarna deze hem in de stad Cairhien echter weer ontstolen wordt. Rhand en het legertje uit Fal Dara volgen de Duistervriend Padan Fajin naar de Kop van Toman. Daar weet hij de Hoorn wederom te bemachtigen, en geleidt hij nogmaals de Ene Kracht. Als hij weer bijkomt na een gevecht ( hij dacht op dat moment de Duistere zelf te hebben bestreden, maar in werkelijkheid was het de verzaker Ishamael), zegt Moiraine hem dat hij moet accepteren wie hij is; de Herrezen draak. Tijdens dat gevecht raken de vrienden dusdanig in het nauw dat Mart geen andere oplossing ziet dan het blazen van de Hoorn - en daarmee het oproepen van de Helden van weleer: Brigitte met haar boog, de grote koning Arthur Haviksvleugel en vele anderen...

### De Herrezen Draak
In het kamp van de Draak tracht Rhand controle te krijgen de Ene Kracht, maar tijdens een Trollok-aanval op het kamp blijkt hij volkomen machteloos. Rhand besluit vervolgens om alleen zijn noodlot tegemoet te treden, en reist naar de Steen van Tyr, dat volgens de ‘Voorspellingen van de Draak' pas zal vallen als de herrezen Draak het zwaard Callandor in handen heeft. Rhand doodt de Verzaker Ishamael in de gedaante van Ba'alzamon, met Callandor, waarna de Aiel-krijgers onder leiding van het stamhoofd Rhuarc van de Taardad Aiel de Steen innemen. Het volk van de Draak is opgestaan en de draak is herboren.

### De Komst van de Schaduw
In de Steen van Tyr bestudeert Rhand de ‘Voorspellingen van de Draak’ en kiest ervoor om met het Aielvolk naar de woestijnstad Rhuidean te reizen, waar hij als de ‘Car’a’carn’ wordt getekend, het voorspelde Stamhoofd der Aiel-hoofden. Terwijl de verschillende Aielclans strijden over deze kwestie, leidt Lanfir Rhand naar de Verzaker Asmodean, die een val voor hem heeft uitgezet. Rhand weet de val echter te ontlopen en neemt de Verzaker gevangen, waarna hij Asmodean met ‘instemming’ van Lanfir dwingt om hem te onderwijzen in de Ene Kracht. In Alcair Dal besluit ondertussen een deel van de Aielstammen om hem te volgen.

### Vuur uit de Hemel
Nadat Rhuidean aangevallen wordt door Duisterhonden komt het bericht binnen dat de afvallige Shaido-stam naar de Natlanden optrekt, waarna Rhand de achtervolging inzet. Ondertussen heeft hij meerdere confrontaties met Aviendha, die zich ten slotte aan hem geeft. Als Rhand’s Aiel leger bij de door de Shaido Aiel belegerde stad Cairhien arriveert, gebruikt Rhand Marts kennis voor de slag. Na de overwinning stelt Rhand orde op zaken in de stad, waarna hij het nieuws verneemt dat Gaebril Koningin Morgase van Andor heeft gedood. Tijdens de hierop volgende confrontatie met de Verzaker Lanfir, blijkt dat Rhand haar niet kan doden. Moiraine offert zich op en gooit zichzelf met Lanfir door de ter'angreaalpoort die uit Rhuidean was meegenomen. Ten slotte opent Rhand een Poort naar Caemlin en doodt daar Gaebril (ofwel de Verzaker Rahvin) met hulp van Nyneave.

### Heer van Chaos
Na de inname van Cairhien en Caemlin probeert Rhand controle te krijgen over zijn nieuw veroverde gebieden. Andor behoort volgens hem aan Elayne Trakand, die hij ook op de Zonnetroon van Cairhien wil zetten, zodra ze gevonden wordt. Rhand heeft echter geen idee waar de erfdochter van Andor zich bevindt. Ondertussen sturen zowel de Amyrlin Zetel van de Witte Toren (Elaida) als de rebellen van Salidar gezantschappen van Aes Sedai naar Rhand voor besprekingen. Met de rebellen uit Salidar komt ook Min, waarmee Rhand enkele romantische momenten beleeft. De onderhandelingen tussen de Aes Sedai gezantschappen en Rhand lopen uiterst stroef, en worden verbroken als de zusters van Elaida Rhand ontvoeren naar Tar Valon. Bij Dumais Bron weet Perijn Aybara met een alliantie-leger de Aes Sedai uit te schakelen en Rhand te bevrijden terwijl de Asha'man (onder leiding van Mazrim Taim) de Shaido-Aiel een vernietigende nederlaag toebrengt. Negen Aes Sedai zweren ten slotte trouw aan de Herrezen Draak.

### Een Kroon van Zwaarden
Rhand verijdelt na zijn terugkeer in Cairhien een poging van de heerszuchtige Edelvrouwe Colavaere om de troon van Cairhien te grijpen. Hierna richten alle legers van Rhand (Aiel, Cairhienin, Tyreners, Mayeners en Andoranen) zich op Illian. Rhand's legers veroveren de stad, en Rhand zelf verslaat de verzaker Sammael, die naar Shadar Logoth is gevlucht. Rhand krijgt de kroon van Illian aangeboden, die voortaan de naam 'Kroon van Zwaarden' draagt. Er zijn echter andere zaken die zijn aandacht vragen: de vele Asha'man die krankzinnig worden, de Seanchanen die steeds verder naar het oosten optrekken en Amadicia en Altara bedreigen, en natuurlijk de Verzakers.

### Het Pad der Dolken
Een Seanchaans leger valt Altara binnen waar Nyneave Almaeren, Elayne Trakand en Thom Merillin verblijven, en Rhand besluit de Seanchanen weer terug te drijven zoals hij eerder ook in Falme heeft gedaan. Hij trekt met een leger Altara binnen en na verschillende veldslagen tegen de Seanchanen besluit Rhand de Sa'angreaal Callandor op de Seanchanen los te laten. Dit heeft een vreselijk effect: Rhand wordt zelf tijdelijk krankzinnig en zowel zijn eigen leger als het leger van de Seanchanen worden dermate uitgedund dat er een wapenstilstand gesloten moet worden. Rhand komt weer bij zinnen en tracht een manier te vinden om de smet van de Duistere te verwijderen binnen Saidin, de mannelijke helft van de Ene Kracht.

### Hart van de Winter
Rhand worstelt met de Ene Kracht en zet zijn strijd tegen de besmetting van Saidin voort, om niet krankzinnig te worden voor de aanvang van Tar'mon Gaidon. Over de gehele wereld is ondertussen de strijd tussen draakgezworenen en Duistervrienden uitgebroken, en Rhand probeert een oorlog te vermijden. Hij probeert een verdrag, of een wapenstilstand te sluiten met de Seanchanen, die weer verder proberen op te dringen in Illian en Altara.
Ondertussen bezoekt hij incognito Caemlin, waar hij, Elayne, Aviendha en Min voor het eerst tezamen zijn, zij binden hem als zwaardhand.
Rhand gaat hierna naar Far Madding, waar hij de afvallige Asha'man dood die hem wilde vermoorden in Cairhien. Kort hierop gaat Rhand met een groep getrouwen naar Shadar Logoth. Nyneave en Rhand gebruiken daar de twee sterkste Sar'angrealen uit de Eeuw der Legenden om Saidin schoon te maken van de smet van de Duistere. Terwijl de heuvel rond Shadar Logoth door trouwe Asha'man en Aes Sedai tegen de toesnellende Verzakers wordt verdedigd weten Rhand en Nyneave de smet op Saidin te verwijderen, waarna ze beiden het bewustzijn verliezen.

### Viersprong van de Schemer
Lange tijd is Rhand buiten bewustzijn en wordt verzorgd door Min en zijn trouwe Aes Sedai. Terwijl Rhand bijkomt van deze gruwelijke strijd, komt er een bericht van de Seanchanen: ze willen een vredesverdrag, maar daarvoor moet de Herrezen Draak zelf wel verschijnen, dus vertrekt Rhand voor een verdrag met de Seanchanen.

### Mes van Dromen
Elayne Trakand heeft Andor gewonnen en het als een bondgenoot aan Rhand aangeboden. Ook Geldan is trouw aan Rhand. Wanneer Rhand probeert een verbond met de Seanchanen te sluiten, weet Semirhage hem te verrassen en zijn linkerhand te vernietigen.
Ondertussen komen de Grenslanders dichterbij om hem trouw te zweren en hebben de Aiel en andere volgers van Rhand Arad Doman in bezit genomen.
Rhand maakt zich op voor de Laatste Strijd, maar wil de confrontatie met de Duistere niet aangaan voordat hij een verdrag heeft kunnen sluiten met de Seanchanen. Hij heeft namelijk in het land van de Aelfinn en de Eelfinn, dat hij bereikte door een Ter'angreaal in de steen van Tyr, gehoord dat 'Het westen en het zuiden moeten één zijn en het noorden en het oosten moeten één zijn, de twee moeten één zijn.'

### De Naderende Storm
Rhand maakt zich harder en harder. Nadat hij door toedoen van Semirhage bijna Min vermoordde, werd hij ijs. Het wordt voor de omgeving van de Herrezen Draak steeds duidelijker dat de schaduw hem wil hebben (Rhand is in staat om de Ware Kracht, de bron van de Duistere, te geleiden). Nadat hij er niet in slaagde om in Arad Doman rust en orde te brengen, laat hij het land aan zijn lot over. Een poging om te onderhandelen met de Seanchanen mislukt nadat Tuon de duistere gloed rondom Rhand ziet, en niet tot een overeenkomst wil komen. Terug in Tyr probeert Tam Altor rede in zijn geadopteerde zoon te praten, maar nadat Rhand erachter kwam dat Tam door de Aes Sedai is gestuurd wordt hij gek en vermoord bijna zijn pleegvader. Hij vlucht in afschuw naar de Drakenberg, waar hij na een worsteling in het reine komt met zichzelf. Hij vernietigt de Choedan Kal en fuseert daarmee met Lews Therin tot een persoon.

### De Torens van Middernacht
Nadat Rhand heeft ingezien dat hij en Lews Therin een persoon zijn, en dat hij moet voelen om de Duistere te verslaan, gaat Rhand naar Tar Valon. Hier spreekt hij met Egwene en vertelt haar zijn plan om de zegels te breken. Ondanks tegenstand van de Aes Sedai tegen dit plan gaat Rhand terug naar Tyr, waar hij de Duistervrienden onder de hoogheren ontmaskerd en vergeving vraagt om zijn daden. Hij weet het leger Grenslanders aan zich te binden en vernietigt een enorm leger Schaduwgebroed met Saidin nabij Maradon in Saldea. Hij gaat hierna naar de akker van Merillor, waar hij alle legers van het Licht samenbrengt, klaar voor de confrontatie met Egwene over de manier om de Duistere aan te vallen. 

### Het Licht van Weleer
Rhand begint zijn strijdt tegen de Duistere in Shayol Ghul waar hij wordt bijgestaan door Nynaeve en Moiraine, terwijl één leger het Schaduwgebroed bij de berg tegenhoudt en Mart het andere leger leidt op de akker van Merillor. Tijdens een zwaardgevecht met Moridin komt Rhand direct tegenover de Duistere te staan. Rhand wordt meerdere keren aangevallen door de Duistere en ziet wat in de toekomst kan gebeuren. Hij breekt echter niet en weet Moridin met behulp van Callandor te misleiden, waardoor Saidar, Saidin en de Ware Kracht worden gebruikt om de Duistere opnieuw op te sluiten en de Bres te sluiten. Niet veel later na zijn overwinning sterft zijn lichaam. Zijn ziel zit nu echter in het lichaam van Moridin.